# Adobe XD
Adobe XD（アドビ エックスディ）は、アドビが販売しているベクターベースのプロトタイピング作成ツールである。